# Tour de Flandes 1953
El Tour de Flandes 1953 és la 37a edició del Tour de Flandes. La cursa es disputà el 5 d'abril de 1953, amb inici a Gant i final a Wetteren després d'un recorregut de 253 quilòmetres.
El vencedor final fou el neerlandès Wim van Est, que s'imposà a l'esprint al seu company d'escapada en l'arribada a Wetteren, el belga Désiré Keteleer. El francès Bernard Gauthier acabà en tercera posició.

## Classificació final
|    | Ciclista               | Equip                 | Temps      |
| -- | ---------------------- | --------------------- | ---------- |
| 1  | Wim van Est (NED)      | Garin                 | 7h 19' 00" |
| 2  | Désiré Keteleer (BEL)  | Garin                 | m. t.      |
| 3  | Bernard Gauthier (FRA) | Mercier-Hutchinson    | + 45"      |
| 4  | Louison Bobet (FRA)    | Stella-Wolber-Dunlop  | + 1' 40"   |
| 5  | Loretto Petrucci (ITA) | Bianchi-Pirelli       | + 1' 40"   |
| 6  | Attilio Redolfi (FRA)  | Mercier-Leducq        | + 2' 40"   |
| 7  | Jacques Dupont (FRA)   | Dilecta-Wolber-Louvet | + 4' 48"   |
| 8  | Hilaire Couvreur (BEL) | Terrot-Hutchinson     | + 5' 50"   |
| 9  | Stanislas Bober (FRA)  | Alcyon-Dunlop         | + 5' 54"   |
| 10 | Valère Ollivier (BEL)  | Bertin-d'Alessandro   | + 6' 10"   |